# Darkest Hour: A Hearts of Iron Game
Darkest Hour: A Hearts of Iron Game è un videogioco strategico di guerra in tempo reale sviluppato dalla Paradox Interactive, compagnia nota proprio per la produzione di videogiochi Grand-strategy.
Il gioco si basa, come gli altri titoli della serie "Hearts of Iron", sugli eventi della seconda guerra mondiale, approfondendo tuttavia, a differenza del capitolo precedente, gli avvenimenti della Grande Guerra e della guerra fredda fino agli anni '60. Gli scenari, dunque, iniziano nel 1914 e terminano nel 1964.
Il giocatore può assumere il controllo dei paesi esistenti nello scenario e governare tutti i suoi aspetti politici, militari, amministrativi, tecnologici ed economici.

## Modalità di gioco
Darkest Hour è, a tutti gli effetti, una versione migliorata di Hearts of Iron II. Sono infatti aggiornati gli scenari, l'arco temporale giocabile, la modalità di ricerca, l'aggiunta della modalità di spionaggio e tanto altro. Il gioco si divide in due modalità giocabili, che si presentano come mod:
- Darkest hour light: la versione meno aggiornata, ma che presenta comunque diverse novità
- Darkest hour full: la versione completa del gioco

Il giocatore può assumere il controllo di un paese presente nello scenario (il gioco presenta tutte le nazioni esistenti nel periodo storico selezionato, ad eccezione dei micro-stati) e governare tutti i suoi aspetti politici, militari, amministrativi, tecnologici ed economici.
È possibile sviluppare tecnologie, stipulare accordi commerciali, firmare trattative diplomatiche, come alleanze (le tre principali nel gioco sono l'Asse, comandata dalla Germania Nazista; gli Alleati, capeggiati dal Regno Unito; e il Comitern, comandata dall'Unione Sovietica)*, dichiarare guerra, rivendicare territori irredenti e stipulare patti di non aggressione. Sul piano militare sarà possibile creare divisioni di vario tipo, sbloccabili solo tramite le ricerche, come fanteria, alpini, carri armati e artiglieria; sul piano navale: sommergibili, corazzate e incrociatori; sul piano aereo: bombardieri e caccia di ogni tipo.
Si potrà perfino arrivare a sviluppare la bomba atomica.
Rispetto a Hearts of Iron II è anche possibile compiere azione di spionaggio e sviluppare la propria intelligence per poter rubare tecnologie agli altri paesi, tentare colpi di stato e incitare i partigiani alla rivolta.
*Per lo scenario riguardante la prima guerra mondiale le alleanze principali sono: gli imperi centrali, capeggiati dalla Germania; gli alleati dell'Intesa, capeggiati dalla Francia

## Gioco e scenari
Darkest Hour Full presenta la versione completa del gioco e presenta sia grandi scenari che scenari di battaglia, relativi solo a specifiche battaglie od operazioni, nelle quali è possibile scegliere solo tra un numero limitato di nazioni.
I grandi scenari sono i seguenti:
- 1914: che inizia il 27 giugno 1914, alla vigilia dell'attentato di Sarajevo
- 1933
- 1936
- 1939: che inizia il 1 settembre 1939, il giorno dell'invasione della Polonia da parte del Terzo Reich
- 1940: anno dell'entrata in guerra del Regno d'Italia
- 1941: che inizia il 22 giugno 1941, il giorno dell'inizio dell'operazione Barbarossa
- 1942: primo scenario con gli Stati Uniti d'America in guerra
- 1943: anno dell'armistizio di Cassibile, dell'operazione Husky e della nascita della Repubblica Sociale Italiana (RSI)
- 1944: anno dello sbarco in Normandia
- 1945: anno della resa della Germania

Gli scenari di battaglia sono i seguenti:
- 1904: Guerra russo-giapponese
- 1939: Invasione della Polonia

## Storia alternativa
Il gioco segue una linea temporale storica, che permette al giocatore di rivivere gli anni dello scenario. È possibile comunque che avvengano eventi non accaduti storicamente, ad esempio:
- Hitler muore a causa dell'attentato dell'8 novembre 1939 o quello dell'operazione Valchiria. Il giocatore può scegliere il suo successore, nonché Fuhrer del Reich, tra: Goebbels, Goering, Himmler, Donitz
- La Polonia accetta le richieste della Germania nazista e la guerra non scoppia
- La Germania si mantiene fedele alla conferenza di Monaco e non invade la Cecoslovacchia
- La guerra sino-giapponese non avviene, o vince il Giappone
- L'invasione dell'Unione Sovietica non avviene o Stalin dichiara guerra alla Germania
- Gli Stati Uniti non dichiarano guerra alla Germania e rimangono in guerra solo contro il Giappone
- L'Italia guadagna la supremazia in Africa sul Regno Unito non perdendo le colonie
- La Germania vince contro l'Unione Sovietica annettendo i territori russi europei
- La Germania sviluppa per prima la bomba atomica
- La Germania sconfigge l'Unione sovietica e inizia una guerra fredda contro gli stati uniti
- La Guerra fredda porta ad una instabilità tale da provocare un terzo conflitto mondiale nucleare
- (Riguardo la Prima Guerra Mondiale) La Serbia accetta le richieste dell'Austria-Ungheria e la Grande Guerra non avviene
- (Riguardo la Prima Guerra Mondiale) La Germania non invade il Belgio ma attacca la Francia attraverso la Svizzera
- (Riguardo la Prima Guerra Mondiale) La Germania arriva a Parigi e la Francia capitola
- (Riguardo la Prima Guerra Mondiale) L'Italia non entra il guerra o entra schierata con gli Imperi Centrali

Sono infinite le possibilità di storia alternativa, creabili anche dallo stesso giocatore, che ha a disposizione una vera e propria esperienza sandbox senza limiti o restrizioni storiche

## Mod
Sono diverse le mod create per Darkest Hour. Tra esse le più note sono:
- Kaiserreich: ambientata in un mondo in cui gli Imperi Centrali hanno vinto la prima guerra mondiale
- Fatherland: ambientata in un mondo in cui l'Asse ha vinto la guerra, Mussolini e Hitler non sono mai morti
- The grand campaign mod: che propone uno scenario unico dal 1914 al 1991
- The New World Order: ambientata nella guerra fredda
- TRP: una versione più realistica del gioco e delle ambientazioni
- The Bonaparte Legacy: un mondo alternativo
- Imperial Zenith: con scenario che inizia nel 1897